# Liste des codes OACI des aéroports/O
- A
- B
- C
- D
- E
- F
- G
- H
- I
- J
- K
- L
- M
- N
- O
- P
- Q
- R
- S
- T
- U
- V
- W
- X
- Y
- Z

## OA
Afghanistan :
- OABN (BIN) ; Aéroport de Bâmiyân
- OABT (BST) ; Aérodrome de Lashkar Gah
- OACC (CCN) ; Aérodrome de Chaghcharan
- OADZ (DAZ) ; Aérodrome de Darwaz
- OAFR (FAH) ; Aérodrome de Farah
- OAFZ (FBD) ; Aérodrome de Fayzabad
- OAHN (KWH) ; Aérodrome de Khwahan
- OAHR (HEA) ; Aéroport d'Hérat
- OAIX ; Base aérienne de Bagram
- OAJL (JAA) ; Aéroport de Jalalabad
- OAKB (KBL) ; Aéroport international de Kaboul
- OAKN (KDH) ; Aéroport international de Kandahar
- OAKS (KHT) ; Aérodrome de Khôst
- OAMN (MMZ) ; Aérodrome de Maïmana
- OAMS (MZR) ; Aéroport de Mazar-e-Charif
- OAQN (LQN) ; Aérodrome de Qala i Naw
- OARZ (KUR) ; Aérodrome de Razer
- OASD () ; Base aérienne de Shindand
- OASG () ; Aérodrome de Sheberghan
- OASN (SGA) ; Aérodrome de Sheghnan
- OATN (TII) ; Aérodrome de Tarin Kôt
- OATQ (TQN) ; Aérodrome de Taloqan
- OAUZ (UND) ; Aéroport de Kunduz
- OAZI  ; Camp Bastion Airfield
- OAZJ (ZAJ) ; Aérodrome de Zarandj

## OB
Bahreïn :
- OBBI : Aéroport international de Bahreïn
- OBBS : Sheik Isa Air Base

## OE
Arabie saoudite :
- OEAO: Aéroport d'Al-'Ula (Aéroport Majeed Bin Abdulaziz)
- OEBA : Aéroport Domestique d'Al Bahah
- OEJN : Aéroport international King Abdulaziz de Djeddah
- OERK : Aéroport international de Ryad
- OETH : Aéroport de Thumamah (en)

## OI
Iran :
- OIAA : Aéroport d'Abadan
- OISJ : Aéroport de Djahrom

## OJ
Jordanie :
- OJAI : Aéroport international Queen Alia

## OK
Koweit :
- OKBK : aéroport de Koweit-city

## OL
Liban :
- OLBA : Aéroport international de Beyrouth - Rafic Hariri

## OM
Émirats Arabes Unis :
- OMAA : Aéroport international d'Abu Dhabi
- OMAL : Aéroport international Al Ain, Émirats Arabes Unis
- OMDB : Aéroport international de Dubaï
- OMDW : Aéroport international Al Maktoum
- OMFJ : Aéroport international de Fujaïrah

## OO
Oman
- OOKB : Aéroport de Khasab
- OOMS : Aéroport international de Mascate

## OP
Pakistan :
- OPKC:  Aéroport international Jinnah de Karachi

## OR
Irak :
- ORBI : Aéroport international de Bagdad, Irak,
- ORER : Aéroport International d'Erbil
- ORMM : Aéroport international de Bassorah

## OS
Syrie :
- OSAP : Aéroport International d'Alep
- OSDI : Aéroport international de Damas
- OSDZ : Aéroport de Deir ez-Zor
- OSKL : Aéroport de Kameshli
- OSLK : Aéroport international de Lattaquié

## OT
Qatar :
- OTBD : Aéroport International de Doha, Qatar

## OY
Yemen
- OYGD : Aéroport Al Ghaydah
- OYSN : Aéroport international El Rahaba (Sanaa) Yemen,